# Ayn Rand: A Sense of Life
Ayn Rand: A Sense of Life ist ein Dokumentarfilm von Michael Paxton über die Autorin Ayn Rand aus dem Jahr 1996. Der Film war 1998 als bester Dokumentarfilm für den Oscar nominiert und gewann 1998 den Satellite Award als bester Dokumentarfilm.

## Inhalt
Der Film beschreibt den Lebensweg Ayn Rands vom nachrevolutionären Sankt Petersburg bis zum Auftreten Rands in US-amerikanischen Talkshows der frühen 1980er.

## Rezeption
Janet Maslin schrieb für die New York Times, dass der Film von Michael Paxton nicht viel mehr täte, als das Subjekt des Films so unerschütterlich wie möglich zu schätzen. Der Film sei mit seinem gehorsamen Blickwinkel und konventionellem Format anderen Filmen unterlegen, die keine Oscarkandidaten wären, aber echte Vorstellungskraft hätten. Der von Sharon Gless mit zuckriger Stimme begleitete Film würde am besten von denjenigen genossen, die keine Fragen stellten.
Owen Gleiberman im Entertainment Weekly bemerkte, dass der Film viel zu leicht über die Kontroversen um Ayns Leben und Werk hinweg ginge. Der Film untersuche auch nie angemessen, wie Ayns titanischen Werke Der ewige Quell (Originaltitel: The Fountainhead) und Atlas wirft die Welt ab (Originaltitel: Atlas Shrugged) sich mit den starken Unterströmungen des Mainstream verbänden. Trotzdem täte der Film eine faszinierende Arbeit dem Monument ein Gesicht aufzusetzen. In der Seattle Times äußerte sich John Hartl ähnlich. Die Wirkung der oscarnominierten Dokumentation sei überraschend mild. Paxton würde nicht wirklich Kontroversen verschweigen, aber er habe eine Art sie zu umgehen, wenn sie erwähnt sind. Rands freundliches Verhalten gegenüber dem Komitee für unamerikanische Umtriebe ist erwähnt, wie auch ihre lange Affäre mit dem viel jüngeren verheirateten Nathaniel Branden – und das sei es: Fall abgeschlossen.